# Tom Randle
Thomas John Randle (né le 21 décembre 1958 à Hollywood en Californie) est un chanteur lyrique américain (ténor).

## Biographie
Il débute dans le rôle de Tamino de La Flûte enchantée avec l'English National Opera, un rôle qu'il rejoue à Berlin, lors du Glyndebourne Festival Opera, à Hambourg, en Nouvelle-Zélande et au Covent Garden Festival. 
En 1997 et 2000 il crée les rôles de Nunez  dans The Country of the Blind de Turnage et de Judas dans The Last Supper de Birtwistle. Il crée le rôle de Jack Twist lors de la création de Brokeback Mountain de Charles Wuorinen le 28 janvier 2014. Il crée le rôle de Snaut de l'opéra Solaris de Saburo Teshigawara le 5 mars 2015 au Théâtre des Champs-Élysées.
Son répertoire comprend Orlando dans Orlando paladino (Innsbruck Festival, Berlin),  The Fairy Queen (Aix-en-Provence), Solimano dans Solimano de Hasse (Innsbruck Festival, Berlin), Ferrando dans Così fan tutte (Genève, Bruxelles), Don Ottavio (Munich, Los Angeles), Idomeneo (Scottish Opera), Bénédict dans Béatrice et Bénédict (Welsh National Opera), Pelléas (Paris, Londres), Katya Kabanova (WNO), Tom Rakewell dans The Rake’s Progress (Théâtre des Champs-Elysées, Amsterdam, Lausanne, Bordeaux), le rôle-titre de Peter Grimes (Anvers), Essex dans Gloriana, Johnny Inkslinger dans Paul Bunyan, Achille de King Priam (English National Opera, Reisopera) et le Fool dans Gawain (Royal Opera House). Pour The Netherlands Opera, il apparaît dans la production de Peter Stein des Bassarids de Henze. 
Il enregistre le rôle-titre dans Samson de Haendel et des œuvres orchestrales de Luigi Nono. Il interprète au cinéma Molqi dans The Death of Klinghoffer de John Adams, Essex dans Gloriana ainsi que Monostatos pour The Magic Flute de Kenneth Branagh.